# Drepanosticta amboinensis
Drepanosticta amboinensis är en trollsländeart som beskrevs av Van Tol 2007. Drepanosticta amboinensis ingår i släktet Drepanosticta och familjen Platystictidae. Inga underarter finns listade i Catalogue of Life.